# ワルサーGew43半自動小銃
ワルサーGew43半自動小銃（ワルサーGew43はんじどうしょうじゅう）、Gewehr 43（ゲヴェーア・ドライウントフィーアツィヒ、G43, Gew 43）あるいは Karabiner 43（カラビーナー・ドライウントフィーアツィヒ、K43, Kar 43）は、1943年にドイツで採用されたワルサー社の半自動小銃である。

## 開発経緯
19世紀末から各国では自動装填式の小銃、すなわち半自動小銃の開発が盛んに行われるようになったが、強力な弾薬を使用する歩兵銃の自動化はかなり困難であった。ドイツでは1896年にC96自動拳銃を完成させたパウル・モーゼルが研究を進めていたが、試射時の事故で左眼を失いながら、結局成果を得ることができないまま彼は1914年に亡くなっている。その後、第一次世界大戦の開戦と共に半自動小銃は一層着目されることとなる。それは当時まだ実用化されたばかりの軍用航空機上で使用するためであった。開戦当初の軍用機はまだ機関銃を搭載しておらず、搭乗していた航空兵がお互いボルトアクションライフル銃で撃ち合う状態だった。そこで軍は、より速射のできる小銃を求めてスイスのSIG社のモンドラゴンM1908半自動小銃をFlieger-Selbstlader-Karabiner 15（15型航空兵用自動装填騎兵銃）として採用、輸入に至った。また、モーゼル社でも研究が続けられ、やはり航空機や飛行船の搭乗兵用としてSelbstlader Mod.1916（1916型自動装填銃）が完成する。この両者の採用は、地上戦ほどの悪条件下での使用ではない航空兵用だったからこそ可能であったものであり、正常作動のためにはグリス付きの弾薬を要するなどの機構の未熟さや複雑さ、重量、そして射撃精度の低さは地上戦用の歩兵銃としては重大な欠点であった。その後軍用機には機関銃が搭載されて空戦ではライフル銃は使用されなくなった一方、歩兵銃としての半自動小銃の研究は継続されたが、重量の増加や埃や泥に弱いといった欠点、さらに軍隊における半自動小銃の用兵枠も確立していなかったことも重なり、第二次世界大戦に至るまで、新型銃の開発は多難を極めた。

## ワルサーGew43半自動小銃の登場
第一次世界大戦後、ヴェルサイユ条約下の制約で半自動小銃の研究開発は中断し、本格的に再開されたのは1930年代半ばのことであった。モーゼル社ではG35、ワルサー社ではA115等、多数の試作銃が製作されたが、いずれも十分な成果が出せずに開発は打ち切られている。そんな中で特に興味深いのはハインリヒ・フォルマーが開発したフォルマーM35A自動小銃である。弾薬に中型弾を使用し連射可能だったM35Aは、A35III型まで改良を重ねられて十分な性能を示したものの、結局は1938年の第二次世界大戦開戦前には開発中止が命令されている。これにはコストの問題や主力小銃であるKar98kの増産に集中するためといった理由と共に、軍部に根強かった中型弾や自動小銃への無理解が指摘されている。その一方で半自動小銃の開発は完全に諦められたわけではなく、開戦翌年の1940年に陸軍兵器局（HWaA）はワルサー社とモーゼル社を含めた数社に設計条件を提示して半自動小銃の試作を命じている。これに対応してワルサー社とモーゼル社が提示したものは、それぞれGewehr 41 (W)、 Gewehr 41 (M)と名付けられ、1942年から実戦投入試験が行われた。その結果、より好成績を示したワルサー社製Gew41(W)が1942年12月2日付けでGewehr 41（G41）として制式採用となった。しかしながらその自動装填ガスシステム等、Gew41には問題が多く、軍はワルサー社に対して更なる改良を促した。ところで、1941年の6月から始まった独ソ戦ではドイツ軍は多くの赤軍の兵器を鹵獲した。その中にはトカレフM1940半自動小銃やシモノフM1936半自動小銃といったソビエト製の半自動小銃もあった。ワルサー社がこれらを十分に研究したのは間違いないところで、よく似たガス圧利用システムをGew41に組み込むことにより、Gewehr 43が完成されることとなった。

## 生産
正式にGew43が採用されたのは1943年4月30日付けであるが、ようやく量産が開始されたのは10月になってからである。生産を担当したのは、1943年当初はワルサー社のみであったが、1944年からはベルリン・リューベッカー社とグストロフ社の2社が加わった。生産数については、当時の記録は不完全なものしか残されていないが、銃に刻印されたシリアルナンバーを集計した調査によると、全メーカー合計で462,000丁と推定されている。この内訳として、最大の生産社はやはりワルサー社で225,500丁、次いでベルリン・リューベッカー社が194,000丁、残りの40,500丁がグストロフ社である。ブッヘンヴァルトにあったグストロフ社の兵器工場は、1944年8月にV兵器製造工場の殲滅を狙う英空軍の集中爆撃に遭い、壊滅的打撃を受けているため、同社の製造数は最小となっている。
当初の生産品には、機関部左側面にG.43と刻印されたが、1944年4月25日付けで制式名称がKarabiner43と変更されたため、後の生産品にはK.43と刻印されている。上記の生産数は、Gew43、Kar43を合わせた数値である。Kar43については、Gew43の短縮型で全長が5cm短いとか、生産省力化型である等の情報が広く見受けられるが、これは誤りである。確かに戦争末期のものには工程の省略も見られるが、これは名称とは関係なく行われたもので、現存する両者には、刻印以外に大きな違いは見られない。

## 特徴
Gew43のメカニズムは、簡単に言うとGew41で採用されたフラップ・ロック式ロッキング・メカニズムに、トカレフ等ソビエト製半自動小銃に類似したガス・ピストン方式による自動装填システムを組み合わせたものである。ガス・ピストンは分解手入れをしやすいよう、三分割構造となっている。弾薬の装填方式は、固定弾倉式のGew41から着脱弾倉式に改良され、10発の容量を持つ弾倉を下から装着できた。またボルトキャリアーを開いて後退位置で固定すれば、Kar98用の装弾クリップを使って5発ずつ、あるいは手で1発ずつ、弾薬を弾倉へ直接押し入れることもできた。銃剣の着剣装置はすべて廃止され、機関部後端右側面にはライフルスコープ用のレールが標準装備とされた。Gew43への評価として、アメリカ合衆国のアバディーン性能試験場における1946年9月23日付け報告書の記述がある。そこでは結論として、以下のとおり記されている。
1. 分解清掃は容易。
2. 射撃精度は十分。
3. 全体的な性能や耐久性は不十分であり、過度の動作不良や破損が発生した。調査の結果、射撃負荷が過大であることによって排莢不良が頻発することが示された。
4. 標準的な砂塵下での試験では手動により容易に操作できたが、自動装填射撃の信頼性は低かった。
5. 泥や雨の下での標準試験における性能は十分。
6. 特筆して評価すべき設計上の特徴はなし。

Gew43において、作動不良や部品破損が頻発したのは事実であるが、その主たる理由は戦争末期の粗悪な材料や粗雑な製造のせいであり、総じて言えば一般の歩兵銃としての性能は十分であった。これについては、直接のライバルであったソビエト製半自動小銃はもちろんのこと、米国のM1ガーランドにすら勝るとも劣らないと評価する意見もあるほどである。

## 狙撃銃として
開戦となった1939年のポーランド戦後、すでに前線指揮官からスコープ付き小銃を求める要望が挙がっていた。これに対して陸軍兵器局は、1938年頃から開発を進めてきた1.5倍率ライフルスコープをZF41としてKar98kと組み合わせ、1941年7月14日付けで制式化するが、この性能は本格的な狙撃銃を求める前線の期待に応えるものではなかった。そのため軍用狙撃銃としては、Kar98kに民間用スコープを装着したものに頼らざるを得なかったが、これにはスコープ自体の絶対数の不足とKar98kの改造・調整に手間が掛かること、多種多様なスコープの整備管理が困難であったこと等、様々な問題があった。このため陸軍兵器局は、4倍率で量産に適した軍制式ライフルスコープGwZF4（Gewehr Zielfernrohr 4-fach：４倍率小銃用照準眼鏡）を1942年頃に開発導入を行った。そして、Gew43に標準仕様でこのGwZF4用のレールを装備させ、狙撃銃となるポテンシャルをもたせることは、狙撃銃の大量生産を可能にするものとして慢性的な狙撃銃不足に悩んでいた軍にとって理想的な解決策として受け止められた。1943年8月にはヒトラー自身が、これまでの多様なスコープに換えてこのGwZF4をKar98kやFG42、そして新型のGew43に搭載する意向を表明し、翌月にはGew43、GwZF4いずれの量産体制も整っていないにも拘らずスコープ付きのGew43の増産を命令した。更に1944年4月にはスコープ付きGew43を指して「狙撃銃（Scharfschützengewehr）」と宣言するに至る。しかしながらその熱意が仇となり、無理な増産を強いられた銃もスコープも不十分な仕上がりとなり、狙撃銃に求められる精度を満たすのは困難となった。この結果、当時の資料によると狙撃銃として仕上げられたスコープ付きGew/Kar43の全数は1944年7月から1945年2月までで46,042丁とされており、全生産数の10%程度であった。つまり、ヒトラーの期待とは裏腹にほとんどのGew43は通常の歩兵銃として戦場に送られたのである。

## メーカーコード
| コード | 年代    | 製造社名                                                          |
| ------ | ------- | ----------------------------------------------------------------- |
| bcd    | 1943    | グストロフ社（Gustloff-Werke）                                    |
| duv    | 1944    | ベルリン＝リューベック機械工廠（Berlin-Lübecker-Maschinenfabrik） |
| qve    | 1945    | ベルリン＝リューベック機械工廠（Berlin-Lübecker-Maschinenfabrik） |
| ac     | 1943-45 | ワルサー社 （Carl Walther）                                       |

## 登場作品

### ゲーム
『Men of War： Assault Squad』
降下猟兵がスコープ付きを装備。
『コール オブ デューティシリーズ』
『CoD:UO』
ドイツ軍のセミオートマチックライフルとして登場する。
『CoD:FH』
ドイツ軍のセミオートマチックライフルとして、狙撃用スコープを装着したものが登場する。
『CoD2』
ドイツ軍のセミオートマチックライフルとして登場する。
『CoD2:BRO』
ドイツ軍のセミオートマチックライフルとして登場する。
『CoD3』
ドイツ軍のセミオートマチックライフルとして登場する。
『CoD:WaW』
ドイツ軍の小銃として登場する。小銃擲弾を装着可能。
『CoD:BO』
ゾンビモードでのみ使用可能。

『スナイパーエリートV2』
ZF4 スコープが装着されているものを物語後半で入手できる。DLCを除けば唯一のセミオート狙撃銃であり、より高い制圧効果を発揮する。
『戦場のヴァルキュリア』
「ガリアン」の名称で登場する。
『トータル・タンク・シミュレーター』
ドイツのライフル兵が装備している。
『バトルフィールドシリーズ』
『バトルフィールド1942 シークレット・ウェポン』
ドイツ軍精鋭部隊の追加狙撃銃としてGwZF4 スコープを搭載したものが登場する。
『BFV』
突撃兵で使用可能なセミオートライフルとして登場。
『Enlisted』
ベルリンの戦いとノルマンディー上陸作戦で通常のGew43とZF4スコープを装備したものが登場。